# عماد بهجت
عماد بهجت مخرج عراقي من اصل كلداني، ولد في مدينة كركوك (شمال العراق) في منطقة القلعة، عمل مخرجا لعدد لا يحصى من الأعمال العراقية وحائز على جوائز عربية وعالمية لعدد من أعماله الفنية في مجال المنوعات، المسلسلات الدرامية والمتمثيليات. يعمل حاليا كمخرج أقدم في قناة الجزيرة ومدربا للمواهب الشابة.

## عائلته
متزوج من الفنانة العراقية الرمز سيتا هاكوبيان ومقيم حاليا في دولة قطر ولديهما ابنتان نوفا عماد ونايري وتعيشان في كندا.نوفا عماد تعمل في مجال الغناء ونايري Naire تعمل في مجال الإخراج.

## في مجال الدراما والمسلسلات والتمثيليات
(بالأسود والأبيض) 1974-1976
- البيتونة 	تمثيلية	 	 		تاليف: عادل طاهر
- خطا بسيط جدا	 		تمثيلية	 			تاليف: يوسف العاني
- سائق التكسي		 	تمثيلية		 تاليف: يوسف العاني
- معمل من بلادي 			ثمثيلية	 	 تاليف: عبد المطلب السنيد
- باب رجل وسطح امرأة 	تمثيلية (كوميديا ساخرة) تأليف: نصر محمد راغب
- أبو علي البنا	 		تمثيلية	 تأليف: عادل طاهر
- المزرعة 		 	مسلسل – 8 حلقات باللغة الكردية تاليف: سلمان فائق
- جتين			 	مسلسل – 6 حلقات باللغة التركمانية تاليف: يلماز شكور

بعد عام 1976 (التلفزيون الملون)
- ذلك الإنسان تمثيلية 1976 تأليف: ثامر مهدي
- نفحات من الايمان	 		مسلسل (30 حلقة - ادعية وايآت دينية) 1976 	تأليف: غازي فيصل
- نفحات من نور 	مسلسل (30 حلقة - ادعية وايآت دينية) 1977	 تأليف: غازي فيصل
- تحقيق عن أم حميد 	 		تمثيلية 1980		تأليف: هادية حيدر
- رشيد تمثيلية  1982		تأليف: يوسف العاني
- الصيحة 	تمثيلية  1984		تأليف: يوسف العاني
- الوطن والشهادة اوبريت    1984		تأليف: زهير الدجيلي
- وجهة نظر  مسلسل (9 حلقات – كوميديا اجتماعية) 1989		تأليف: سليم البصري
- أكل وشرب على مائدة القرأن الكريم		مسلسل ديني (30 حلقة)	 	 1990		تاليف:

شريف الرأس وعبد الله الطنطاوي
- الأنسة فواكه  مسلسل (30 حلقة – ثقافي)	  1992		تأليف: شريف الرأس
- الهروب من الماضي 	مسلسل (4 حلقات – كوميدي)  1995		تأليف: عيسى الزيتاوي
- عمر بن أبي ربيعة  مسلسل (15 حلقة – تاريخي)    1996		تأليف: معاذ يوسف

== السهرات المنوعة == (بالأسود والأبيض) 1974-1976
- سهرات لفرقة الإنشاد العراقية بشكل دوري كل شهرين فرقة الانشاد العراقي على يوتيوب
- برنامج المهقام العراقي (سهرات شهرية + برنامج اسبوعي)
- أغاني فردية للمطربين العراقيين والعرب والاجانب الذين توافدوا على العراق
- سهرات خاصة بمناسبة الأعياد الدينية والوطنية

من سنة 1976 (التلفزيون الملون)
- سهرات المقام العراقي
- زوجتي تحلم كثيرا		1978
- رسالة جحا	1979		 (فازت بالجائزة الثانية في مهرجان الخليج الثاني)
- انا والمنوعات 	1979
- سهرة مع فرقة الإنشاد العراقية 	1977-1980 (13 حلقة لكل سنة)
- بغداد والشعراء والصور 1980	عن أهم القصائد التي كتبت عن بغداد.
- سهرات من الفلكلور العراقي  1980-1984
- سهرات خليجية بعناوين مختلفة  1978-1984
- عراق اليوم 1980-1984	أكثر من ثمانية حلقات بأسماء مختلفة وهو برنامج عن جوانب النهضة المختلفة في العراق يقدم بشكل منوع ومدعوم بافلام وثائقية. عرض في المحطات العربية والاجنبية التي لها علاقات ثقافية مع العراق يوم العيد الوطني
- الوطن والبحر	1981			يتناول مفارقات واحداث تحدث للبحارة متضمنا رقصات وأغاني
- زهيريات 1982	برنامج تضمن اشعارا مختلفة لشعراء كتبوا الزهيريات إضافة إلى الأغاني. فاز هذا البرنامج بالجائزة الذهبية في مهرجان الخليج الثاني عام 1983
- استراحة الظهيرة	1982 [1]- 32 حلقة	يتضمن مشاهد تمثيلية وأغاني منوعة لمطربين عرب وعراقيين وهدف البرنامج هو تناول الحياة اليومية للمجتمع. فاز البرنامج بالجائزة الثانية في مهرجان الخليج الثالث عام 1984 وثم عرضه في تلفزيوني الكويت وقطر.
- هلة ومية هلة	1987			عرض لدورة تلفزيونية كاملة
- المقام العراقي	30 حلقة			سهرات متعددة

## البرامج الثقافية
- لقاء مع فنان		- 30 حلقة. استضاف البرنامج فنانين عرب واجانب من ضمنهم: انتوني كوين وفانيسيا ريدغريف
- معالم إسلامية	- فاز في مهرجان الخليج الثاني بالجائزة الثالثة
- السينما والناس	عرض لاكثر من 4 دورات تلفزيونية حتى عام 1980

## المهرجانات
- مهرجان الخليج العربي الثفافي في باريس 	1981 		مخرج للرسائل اليومية
- مهرجان الربيع 	1976-7987	مهرجان سنوي كان يقام في محافظة نينوى يشمل مسيرة، كرنفالات، حفلات وندوات متعددة
- مهرجان الفلكلور		مهرجان تقدم فيه حفلات ذات طابع فلكلوري
- مهرجان المسرح 	1984 - 1988
- مهرجان يوم الفن	1984- 1986 	مهرجان سنوي
- مهرجانات الأغنية السياسية 	1981- 1988 مهرجان سنوي اقيم كل عام فترة الحرب العراقية - الإيرانية، وتقدم فيه الاناشيد الوطنية.
- مهرجان يوم الشهيد	1985-1991
- مهرجان المربد		1985 – 1990
- مهرجان الموسيقى العربي
- مهرجان بابل الدولي		 1985 – 1995	 المخرج الرئيسي لجميع فعالياته، خاصة فعاليات الافتتاح والاختتام، ومخرجا لحفلات المسرح الرئيس (المسرح البابلي) وجميع العروض التي قدمت على هذا المسرح. وقد قمت بإخراج حفلات لكبريات الفرق العالمية منها (البالية الروسي والباليه الفرنيس، الاوبرا الإيطالية، الفلامنكو الإسباني) هذا بالإضافة إلى نقل الحفلات الغنائية للمطربين العرب والعراقيين والاجانب.
- مهرجان الحضر الدولي	1994	مهرجان سنوي اقيم في محافظة نينوى قدمت فيه الفعاليات الفنية الشعبية.

إضافة إلى نقل حفلات متنوعة للتلفزيون التي كانت تقام بمناسبة الأعياد الدينية والوطنية منذ عام 1974، من هذه الحفلات لفنانين عرب وعراقيين منهم «وديع الصافي، نجاح سلام، طروب، سميرة توفيق، سميرة سعيد، ماجدة الرومي، علي عبد الستار، عبد الله الرويشد، رجاء بلمليح، امينة فاخت، لطفي بو شناق، استعراضات لسمير صبري، فرقة فور ام 4M لعزت أبو عوف، حفلات كاظم الساهر، حميد منصور، سعدون جابر، صلاح عبد الغفور، فاضل عواد» إضافة إلى حفلات أغلب الفنانين العراقيين والاجانب منهم «كوكوش» و«ستار».

## الأفلام الوثائقية
- انا العراق	1988
- الاديرة والكنائس في العراق	1991		قدم الفلم باللغات (العربية، الانليزية، الفرنسية، الإيطالية، الروسية، الإسبانية، الألمانية، الإيرانية)
- الجوامع والمراقد الدينية في العراق 1991 	قدم الفلم باللغات (العربية، الانليزية، الفرنسية، الإيطالية، الروسية، الإسبانية، الألمانية، الإيرانية)
- من اجل هؤلاء	 1992	باللغة الإنكليزية

## المسرحيات
قام بنقل عدد كبير جدا من المسرحيات التي قدمت على مسارح العراق أو من خلال استوديوهات التلفزيون منها:
- العودة		تاليف: يوسف الصائع
- عبود الكرخي		تاليف: يوسف العاني
- حسين رخيص		تاليف: عبد الأمير شمخي
- خيط البريسم		تاليف: يوسف العاني
- الخيط والعصفور
- حكاية العطش والأرض والناس

## وصلات خارجية
عماد على الفيس بوك عماد بهجت  على فيسبوك.
مركز الجزيرة الإعلامي للتدريب والتطوير
صور اثناء التدريب للمخرجين الجدد في مركز الجزيرة 
مقطع من برنامح استراحة الظهيرة على يوتيوب
مقطع من برنامج استراحة الظهيرة على يوتيوب
لقاء اثناء مهرجان الجزيرة للافلام الوثائقية على يوتيوب
اغنية عندما تطل - الفنانة سيتا هاكوبيان، اخراج عماد بهجت على يوتيوب
[ http://www.youtube.com/watch?v=pMcNt-qNpjU أغنية يا ناس - هيثم يوسف، إخراج عماد بهجت]